# Naval Submarine Base New London
Naval Submarine Base New London  (SUBASE NLON) — baza morska okrętów podwodnych marynarki wojennej Stanów Zjednoczonych, stanowiąca część kompleksu US Navy w Groton, Connecticut w hrabstwie New London.
Baza okrętów podwodnych New London w Groton jest najstarszą, historycznie pierwszą baza tego typu jednostek w Stanach Zjednoczonych, "Home of the Submarine Force". Obecnie jest portem macierzystym dla 17 myśliwskich okrętów podwodnych "fast attack submarine" typu Los Angeles oraz Virginia.
Wraz z sąsiednią stocznią Marynarki Wojennej General Dynamics Electric Boat w Groton, jest też jednym z największych centrów US Navy.